# Theodor Jensen
Theodor Lars Christian Jensen, född 24 maj 1974, är en svensk musiker, känd som basist i grupperna Broder Daniel och The Plan och som soloartist.

## Biografi
Jensen föddes i Stockholm av tysk mor och en svensk far. Föräldrarna separerade när han var liten. Jensen flyttade till Göteborg med sin mor vid 12 års ålder och flyttade själv tillbaka till Stockholm efter gymnasiet. 1992 vann Jensen en talangtävling i klassisk gitarr och medverkade i SVT som Sveriges mest talangfulla klassiska gitarrist. Musikkarriären inleddes dock först 1996 då Jensen blev basist i Göteborgsbandet Broder Daniel, med vilka han spelade på albumen Broder Daniel (1996) och Broder Daniel Forever (1998). 2003 hoppade han av för att helhjärtat ägna sig åt sitt eget band The Plan men kom senare tillbaka till Broder Daniel. Jensen har även hoppat in som sångare, tillsammans med Titiyo i Fläskkvartetten under deras turné 2007..
2001 vann Jensen en Grammis för debutskivan med The Plan för bästa pop/rockgrupp. Jensen spelade även gitarr på Daniel Gilberts debutskiva från 2009. Den 8 juli 2009 gav Jensen ut sin första singel i eget namn, "Bandyklubba". Den 2 september samma år utkom fullängdsalbumet Tough Love.
Under Jensens medverkan med Fläskkvartetten mötte han för första gången Titiyo och hon gästade även på Jensens debutskiva. 2010 bildade de tillsammans duon Keep Company som i slutet av 2010 gav ut sin självbetitlade debutskiva.
Hösten 2018 gav han och The Plan ut en ny skiva med titeln From worlds away på vinyl och senare på CD.

## Diskografi
Soloalbum
- 2009 - Tough Love

Album med Broder Daniel
- 1996 - Broder Daniel
- 1998 - Broder Daniel Forever
- 2003 - Cruel Town

Album med The Plan
- 2001 - The Plan
- 2004 - Embrace Me Beauty
- 2006 - Walk for Gold
- 2018 – From worlds away[2]
- 2024 - Whatever happens

Album med Keep Company
- 2010 - Keep Company

## Kuriosa
Theodor Jensen omnämns i Håkan Hellströms låt "Precis som Romeo": "Kan du älska mig som Theo Jensen älskar gitarren?"